# Sound of Silence (Dami-Im-Lied)

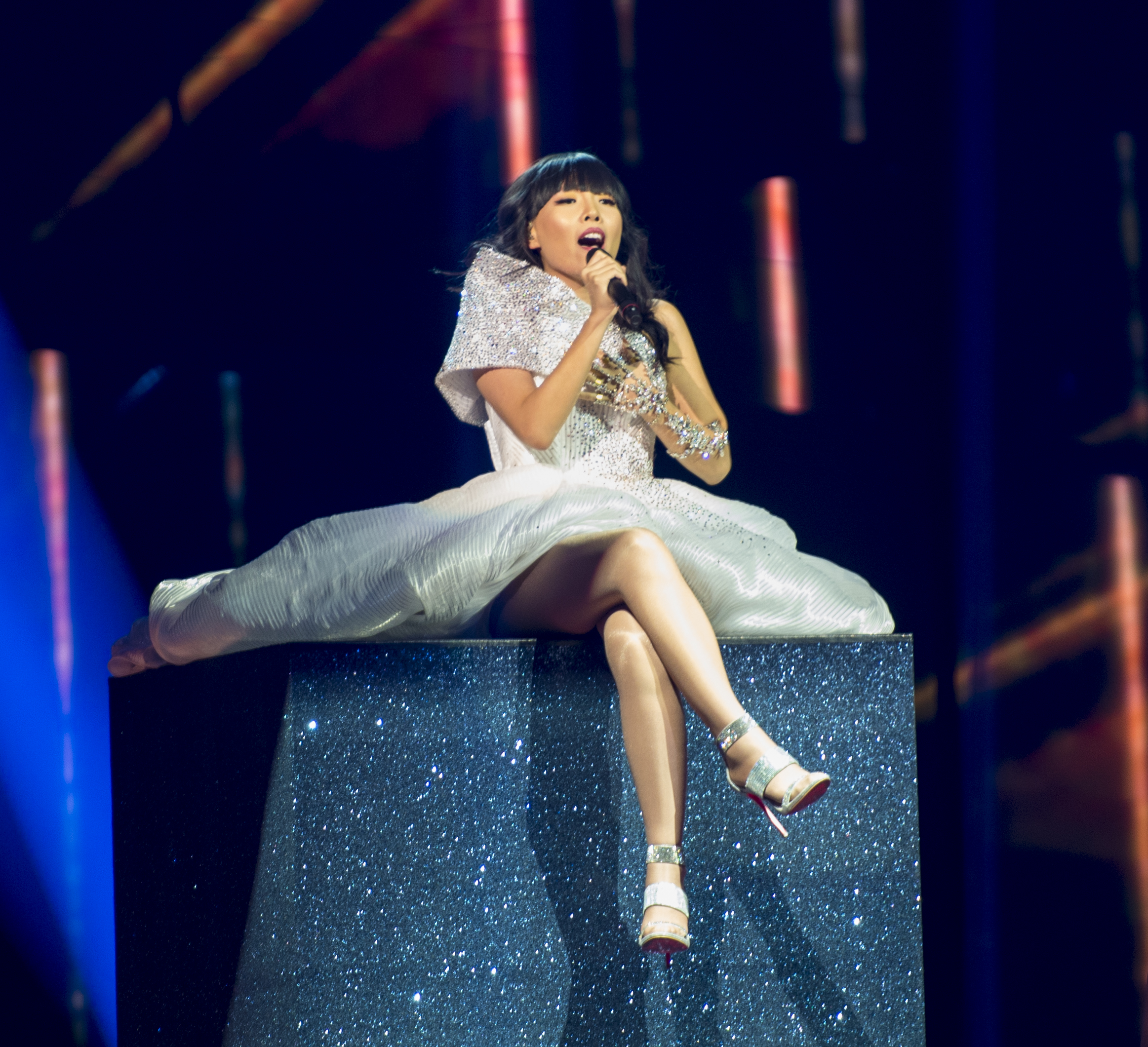
Dami Im beim Eurovision Song Contest 2016 in Stockholm

Sound of Silence ist ein Lied der australischen Sängerin Dami Im. Es ist vor allem als Australiens Beitrag für den Eurovision Song Contest 2016 bekannt.

## Hintergrund und Veröffentlichung
2015 nahm Australien das erste Mal auf Einladung der Europäischen Rundfunkunion am Eurovision Song Contest teil. Damals wurde das Land von Guy Sebastian mit dem Lied Tonight Again repräsentiert. Er belegte im Finale am 23. Mai 2015 mit 196 Punkten den fünften Rang. Am 17. November 2015 bestätigte der australische Sender Special Broadcasting Service, dass das Land auch 2016 antreten wird. Am 3. März 2016 bestätigte der Sender, dass die Sängerin Dami Im Australien repräsentieren wird. Der Song wurde eine Woche später am 10. März 2016, einen Tag vor der geplanten Veröffentlichung, zum ersten Mal der Öffentlichkeit präsentiert. Geschrieben wurde es von Anthony Egizii und David Musumeci.

## Kommerzieller Erfolg

### Chartplatzierungen
| ChartsChartplatzierungen | Höchstplatzierung | Wochen |
| ------------------------ | ----------------- | ------ |
| Australien (ARIA)        | 5 (11 Wo.)        | 11     |
| Deutschland (GfK)        | 57 (1 Wo.)        | 1      |
| Österreich (Ö3)          | 39 (1 Wo.)        | 1      |
| Schweiz (IFPI)           | 55 (1 Wo.)        | 1      |

### Auszeichnungen für Musikverkäufe
| Land/Region       | Auszeichnungen für Musikverkäufe (Land/Region, Auszeichnung, Verkäufe) | Verkäufe |
| ----------------- | ---------------------------------------------------------------------- | -------- |
| Australien (ARIA) | Platin                                                                 | 70.000   |
| Insgesamt         | 1× Platin ·                                                            | 70.000   |